# 勝海舟 (NHK大河ドラマ)
『勝海舟』（かつかいしゅう）は、1974年1月6日から12月29日まで放送されたNHK大河ドラマ第12作。1946年に刊行された子母沢寛の同名小説を原作に、勝海舟の生涯を、海舟を取り巻く人々の人間模様を織り交ぜて描いた。

## 企画・制作
脚本には倉本聰が起用された。倉本はキャスティングの多くを決めて萩原健一を岡田以蔵役に起用したりした。
当初、主人公の海舟役は渡哲也だったが、渡が膠原病に倒れて降板、渡が第9回まで務めた後に異例の主役交代となり、第10回以降は松方弘樹が引き継いだ。松方は好評だった1965年の『人形佐七捕物帳』に主演して以来のNHKドラマである。この交代に際して、松方の初登場となる第10回では、冒頭に前話の後に起きた（勝海舟とは離れた）出来事の描写を長めにとり、部屋に掛けられた佐久間象山の掛け軸からカメラを引いて松方演じる勝海舟の背中が映るという演出をおこなって、俳優交代の違和を少なくする工夫をした。
放送時はNHKの労使対立問題で現場が混乱して制作体制が定まっておらず、全話収録終了後に松方の不満が爆発、脚本の倉本聰が勅使河原平八ら演出スタッフと衝突して降板し東京を去り、中沢昭二に交代した。ディレクターの一人だった伊豫田静弘の回想では、まずスタッフに大河の経験者が少なく、とりわけプロデューサーやチーフ・ディレクターといった指揮を執る役職がいずれも未経験者だったことにトラブルの端緒があるとしている。チーフ・ディレクターの中山光雄は『赤ひげ』で倉本と組んだ経験から、難しい局面で倉本に頼る傾向があったという。一方で、細かな演出の方針を巡って倉本と齟齬を来した演出スタッフは、次第に倉本のやり方を「演出の職域を侵害している」と見て不満を募らせた。倉本自身は、自分が「本読み」（俳優との台本の読み合わせ）から抜けた後に演出家が無断で修正していると萩原から聞かされていた矢先、渡から松方への交代について取材を受けた週刊誌の見出しに「爆弾発言」と内部告発風の表現が出たことで、他のスタッフから吊し上げを受けて東京を離れたと記している。

### 松方の代役経緯
松方の代役が決まるまでは以下の経緯による。
渡が39度くらいの熱が続いているのにプロデューサーが収録を続けさせたことがNHK局内で大騒ぎになって当時の制作局長・川口幹夫の耳に届き、主役をすぐかえないとマズいという話になった。しかし代役候補に挙げた役者が全部スケジュールがダメで代役が決まらず、最終的に松方弘樹が候補に挙がった。しかし松方は当時売り出し中で、大阪の梅田コマ劇場で舞台をやっていてNHKは口説ききれず、倉本自ら「俺が口説いてくる」とNHKに一任され、東映本社に乗り込み、岡田茂東映社長に直談判した。すると岡田から「俺が松方に電話入れておくから大阪に行って本人を直接口説いてくれ」と言われ、それまで面識の全くなかった松方に大阪で会ったら、倉本が新幹線に乗っている間に、既に岡田が諸問題をいろいろクリアしてくれていて、松方は「やらせていただきます」と即答した。2015年8月の『日本経済新聞』「私の履歴書」の倉本の連載でも、松方は超多忙で代役は無理だろうとNHK局内に強まり、誰も口説きにいかないので、倉本自ら「東映社長の岡田茂さんに『松方を大河ドラマに出演させてください』とお願いすると『松方にもいいチャンスだ』と言って進行中の仕事を除いて、以後のスケジュールを止めてくれた」と書かれており、『デイリースポーツ』の中島の連載や、倉本の著書『愚者の旅』もこれに似た記述がされている。ただ能村庸一の著書では、岡田が推薦した松方は不良性抜群で、何故松方なのかNHKは理解に苦しむと、倉本の話とは少し異なる記述がされている。最終的にNHK・松方・岡田の三者会談が行われ、「弘樹、人が困ってるんや、やってやれや」と岡田の"鶴の一声"で松方は代役を受けるハラを決めた。松方は1974年3月当時の『サンデー毎日』の手記で、「渡哲也さんが病気で、勝海舟の代役にぼくの名前があがっていると、所属の東映から話をきいたのは1月24日のことだった。（中略）NHKの大河ドラマの主役交代というのは初めてのことだし、急にそんな話を持ってこられても答えに困る。そのうえぼくは東映所属の俳優だから、独行はできない。上のほうで相談して下さいと、その時は答えた。しかし早耳の新聞記者の人たちが、続々と楽屋に訪ねてこられる。（中略）あれよあれよという間に、交代劇は勝手に突っ走っていく感じだった。その夜ぼくは渡さんの家へ電話した。渡さんは不在だったが、奥さんが『あとはよろしくお願いします』といわれた。その直後渡瀬くんから電話がきた。『兄貴を助けてやってくれよ』といわれた。29日、梅田コマの公演が終わり、東映、NHKと三者会談があった。岡田社長が「やれよ」といった。ハラが決まったのはその時である。舞台があったので一度も番組を見ていない。原作も知らない。その日からあわてて原作を読み、（後略）」などと話している。また松方の1975年の著書『松方弘樹の言いたい放談 きつい一発』では、渡哲也さんが病の床に倒れたので、その後を引き受けて欲しいと電話があって、いろいろ迷ってしまったが、岡田社長の『助けてやれや』の一言で結局、引き受けることに決まった、と書いている。
映画監督の中島貞夫の著書『遊撃の美学 - 映画監督中島貞夫』では、渡が病気になると倉本は東京大学文学部の同級生で親友である中島に「時代劇を背負えるやつが誰かおらんか」と相談し、中島はこの頃仕事に恵まれず、空いていた松方を倉本に推薦。NHKへ行く松方に中島は付き添い、「じゃあ弘樹ちゃんでいこう」と代役が決まった、中島は「帰ってくる時に（主演）映画を一本用意しておく」と松方に約束した、と書かれている。
中島は著書で「この頃仕事に恵まれず、空いていた松方」と書いているが、松方は先述のようにこの頃忙しかったのであり、中島の記憶違いが見られる。当時の中島は1967年に東映を退社してフリーであった。松方は東映専属の俳優ではなく岡田茂の個人預かりの俳優だった。先の倉本の著書やインタビュー、『日本経済新聞』の連載、松方の手記、著書などにも中島は出てこない。
神経質でひ弱な海舟が出来あがり、松方は放送終了後「NHKはモノをつくるところじゃない」などと発言して物議を醸した。松方が仁科明子と恋仲になるのは、このドラマで共演したからであるが、松方は当時既婚者で、仁科の父である岩井半四郎が激怒し、マスコミを賑わせたものの、彼らの知名度が上がることにつながっている。
松方の演じた勝海舟について、ディレクターの一人である伊豫田静弘は、「松方さんも、もちろん内心はいろいろあったと思います。でも、豪気な方ですし、東映で主役を張ってきた方だけあって―主役としての風格といいますか―間の捕まえ方というのはうまかったです。それから、俺は俺のやり方しかやりようがないみたいな開き直りというかね、そういうのは感じられました」と述べている。

## 反響
最高視聴率は30.9%、年間平均視聴率は24.2%（関東地区・ビデオリサーチ調べ）だった。これは幕末を扱った大河ドラマとして当時最高の数字だった。

## 登場人物
勝麟太郎（かつ りんたろう）
渡哲也→松方弘樹
島田虎之助に剣術を学ぶ一方で、閉鎖的な時代の中で幕府からの圧力にも屈することなく洋学も学ぶ。黒船来航後は海軍を充実させる必要性を説くが、それは幕府海軍ではなく日本海軍にしなけなければならないと奔走。そのためには幕府をなくしても構わないとするが、徳川家が政権を返上した時こそ自分が一家臣として粉骨砕身できると話す。
勝小吉（かつ こきち）
尾上松緑
海舟の父。
勝小鹿（かつ ころく）
岡村清太郎（現・清元延寿太夫）
海舟の子。
梶久麿（かじ くま）
大原麗子
海舟の妾。「小谷野クマ」の名でも呼ばれる。
のぶ
久我美子
海舟の母。
たみ
丘みつ子
海舟の妻。元は芸者で、密偵に追われていた海舟を匿ったことから交際が始まり夫婦となる。
順（じゅん）
大谷直子
海舟の妹。「佐久間瑞枝」の名でも呼ばれる。
糸（いと）
仁科明子（現・仁科亜季子）
筆（ふで）
香山美子
島田虎之助（しまだ とらのすけ）
垂水悟郎
海舟の剣術の師匠。実直な性格で開明的な考えにも理解を示す。
杉純道（すぎ すみみち）
江守徹
高野長英（たかの ちょうえい）
戸浦六宏
佐久間象山（さくま しょうざん）
米倉斉加年
佐久間恪二郎（さくま かくじろう）
木下清
吉田寅次郎（よしだ とらじろう）
石橋蓮司
坂本竜馬（さかもと りょうま）
藤岡弘
当初は海舟を斬るつもりで面会するが、その構想を聞いて感銘を受け弟子となる。海軍作りのための諸藩連合を実現すべく奔走し薩長同盟を実現させる。大政奉還後も徳川家はそのまま存続させる意向で、新政府の人事構想では空欄の副関白に徳川慶喜を充てようした事が大久保一蔵から危険視され、その後、暗殺されるが暗殺者は不明である。死の直前、開いた襖に広がる海の幻想をみながらピストルを一発発射して息絶えた。
お龍（おりょう）
川口晶（現・国重晶）
中岡慎太郎（なかおか しんたろう）
高津住男
望月亀弥太（もちづき）
大谷朗
後藤象二郎（ごとう しょうじろう）
中井啓輔
清河八郎（きよかわ はちろう）
中丸忠雄
武市半平太（たけち はんぺいた）
伊藤孝雄
真木和泉（まき いずみ）
永井玄哉
岡田以蔵（おかだ いぞう）
萩原健一
武市半平太からは暗殺者として利用される一方で、坂本龍馬からは仲間として扱われており、その間で悩む。海舟からも人斬りはやめるように忠告されていたがやめられず、ついには捕えられ処刑される。処刑前に会いに来た海舟の言葉に応じようとはしなかった。
田中新兵衛（たなか しんべえ）
渡瀬恒彦
山岡鉄太郎（やまおか てつたろう）
宍戸錠
高橋伊勢守（たかはし いせのかみ）
仲谷昇
桂小五郎（かつら こごろう）
和崎俊哉
西郷吉之助（さいごう きちのすけ）
中村富十郎
大久保一蔵（おおくぼ いちぞう）
西沢利明
龍馬の政権構想は徳川家の力を温存させる危険なものであるとして、中村半次郎に暗殺を示唆する。
中村半次郎（なかむら はんじろう）
清水綋治
村田新八（むらた しんぱち）
荘司肇
益満休之助（まつみつ きゅうのすけ）
浜畑賢吉
伊牟田尚平（いむた しょうへい）
内田勝正
井上聞多（いのうえ もんた）
明石勤
北添佶摩（きたぞえ きつま）
前川哲男
小栗上野介（おぐり こうづけのすけ）
原保美
徳川家茂（とくがわ いえもち）
坂東八十助（後の十代目坂東三津五郎）
一橋慶喜（ひとつばし よしのぶ）
津川雅彦
将軍後見職。政治は徳川家が担うものという考えが強いためか、海舟や春嶽の考えには否定的で折り合いも悪い。
阿部正弘（あべ まさひろ）
杣英二郎
榎本釜次郎（えのもと かまじろう）
村井国夫
老人
島田正吾
大久保忠寛（おおくぼ ただひろ）
小林桂樹
海舟の意見書を読んで家まで会いに来たことから親しい仲となる。何度か役職を罷免されるも互いに協力しあった。
松平春嶽（まつだいら しゅんがく）
井上孝雄
政事総裁職。海舟に好意的でその考えも理解してくれている。諸藩連合による挙国一致の政体をつくるために大政奉還を考えている。
松平容保（まつだいら かたもり）
児玉泰次
島津斉彬（しまづ なりあきら）
堀雄二
山内容堂（やまうち ようどう）
臼井正明
板倉周防守（いたくら すおうのかみ）
安部徹
稲葉兵部（いなば ひょうぶ）
細川俊夫
水野忠精（みずの ただきよ）
飯沼慧
永井玄蕃頭（ながい げんばのかみ）
松村彦次郎
岩瀬修理（いわせ しゅり）
花柳喜章
江川坦庵（えがわ たんあん）
森幹太
近藤勇（こんどう いさみ）
郷鍈治
土方歳三（ひじかた としぞう）
藤竜也
沖田総司（おきた そうし）
久世龍之介
中島三郎助（なかじま さぶろうすけ）
下之坊正道
広沢兵助（ひろさわ へいすけ）
横内正
相楽総三（さがら そうぞう）
浜田晃
岩倉具視（いわくら ともみ）
林昭夫
姉小路公知（あねこうじ きんとも）
石川博
三吉慎蔵（みよし しんぞう）
宮崎和命
原市之進（はら いちのしん）
田中明夫
男谷精一郎（おたに せいいちろう）
鈴木瑞穂
福澤諭吉（ふくざわ ゆきち）
青山良彦
箕作阮甫（みつくり げんぽ）
南原宏治
横井小楠（よこい しょうなん）
林孝一
新門辰五郎（しんもん たつごろう）
加東大介
松本良順（まつもと りょうじゅん）
井川比佐志
お登勢（おとせ）
市原悦子
千葉重太郎（ちば じゅうたろう）
原田大二郎
柏尾馬之助（かしお うまのすけ）
倉島襄
木村図書喜毅（きむら ずしょよしたけ）
土屋嘉男
「木村摂津」「木村兵庫頭」の名でも呼ばれる。
ヘルハルト・ペルス・ライケン
マリオ・モンテ
ヴィレム・ホイセン・ファン・カッテンディーケ
ヤン・ディグリーズ
都甲市郎左衛門（とこう いちろうざえもん）
中村伸郎
海舟の学問の師匠と呼ぶべき人物。幕府に対して批判的で厳しい監視を受けている。海舟に「郷里へ戻る」との書置きを残し江戸を去った。
小曽根乾堂（こぞね けんどう）
山内明
小曽根英四郎（こぞね えいしろう）
竜崎勝
小曽根正樹（こぞね まさき）
岡崎徹
菖蒲屋佐和之介（しょうぶや さわのすけ）
松本留美
桂田玄道（かつらだ げんどう）
奥野匡
佐々倉桐太郎（ささくら きりたろう）
柳生博
山口三郎（やまぐち さぶろう）
松山省二（現・松山政路）
赤城筑甫（あかぎ ちくほ）
久米明
春山弁蔵（はるやま べんぞう）
黒木進（現・小野武彦）
近藤長次郎（こんどう ちょうじろう）
北村総一朗
郡司平左衛門（ぐんじ へいざえもん）
坂口芳貞
中村仙之助（なかむら せんのすけ）
渡部猛
大石安左衛門（おおいし やすざえもん）
横森久
東間陣助
内田稔
土屋忠次郎（つちや ちゅうじろう）
内海賢二
岩次郎（いわじろう）
地井武男
丑松（うしまつ）
古今亭志ん朝
鉄五郎（てつごろう）
佐野浅夫
三太（さんた）
小鹿敦（小鹿番）
藤吉（とうきち）
丸岡将一郎（現・丸岡奨詞）
梅太郎（うめたろう）
坂上しのぶ（現・坂上忍）
弥ん八（やんぱち）
神山卓三
正木市太郎（まさき いちたろう）
阿部六郎
学友田辺（たなべ）
蟹江敬三
桑田（くわた）
河原裕昌（現・河原さぶ）
柳（りゅう）
音無美紀子
お篠（おしの）
吉田日出子
小林隼太（こばやし しゅんた）
岩井半四郎
世話焼
瀬川菊之丞
暗殺者
久保晶
密偵武士
草薙幸二郎
永井の門弟
田中秀幸、長克巳
かけとり
宮内幸平
商人
田村錦人
目付
八木光生、岸野一彦
家臣
加藤正之
都築源之助（つづき げんのすけ）
松原正之介（現・片岡功）
その他
東野孝彦（東野英心）、綿引洪（現・綿引勝彦）、風間杜夫、伊藤つかさ、宮部昭夫、円谷文彦、絵沢萌子、勝部演之、大宮悌二、千葉繁、藤城裕士、松本敬通（現・壤晴彦）、古川慎

## スタッフ
- 原作：子母沢寛『勝海舟』
- 脚本：倉本聰 (第1～37、41～43、47回)、中沢昭二 (第38～40、44～46、48～52回)[27]
- 音楽：冨田勲
- 語り：石野倬
- 演奏：プラズマ・ミュージック
- テーマ演奏：NHK交響楽団
- テーマ指揮：岩城宏之
- 殺陣：高倉英二
- 時代考証：稲垣史生
- 協力：運輸省航海訓練所、東京商船大学、石垣安造、小曽根邦治郎、野津親男、示現流、薬丸自顕流
- 制作：古閑三千郎、伊神幹
- 美術：寺門昶、斉藤博巳、田嶋宣助
- 技術：加藤多満喜、三村三三郎
- 効果：高橋美紀、鈴木泰雄、矢島清、浜口淳二
- 演出：中山三雄、山中朝雄、勅使河原平八、伊予田静弘、三井章、加藤郁雄、高松良征、東海林通

## 放送
特記がない限りウェブサイト「NHKクロニクル」の「NHK番組表ヒストリー」で確認。

### 通常放送時間
- NHK総合テレビジョン：毎週日曜 20時00分 - 20時45分
- （再放送）NHK総合テレビジョン：毎週土曜 13時25分 - 14時10分[注釈 3]

### 放送日程
- 第24回及び第26回は第10回参議院議員通常選挙にかかる特別放送のため45分繰り下げ。
- 第29回はプロ野球オールスターゲーム第1戦放送のため60分繰り下げ。

| 放送回                                                      | 放送日   | 題                 | 脚本     | 演出         |
| ----------------------------------------------------------- | -------- | ------------------ | -------- | ------------ |
| 第1回                                                       | 1月 6日  | 青年               | 倉本聰   | 中山三雄     |
| 第2回                                                       | 1月13日  | 武州徳丸ヶ原       | 倉本聰   | 中山三雄     |
| 第3回                                                       | 1月20日  | 禁足               | 倉本聰   | 勅使河原平八 |
| 第4回                                                       | 1月27日  | 恋                 | 倉本聰   | 伊予田静弘   |
| 第5回                                                       | 2月 3日  | 転向               | 倉本聰   | 山中朝雄     |
| 第6回                                                       | 2月10日  | 貧困               | 倉本聰   | 中山三雄     |
| 第7回                                                       | 2月17日  | 虫けら             | 倉本聰   | 中山三雄     |
| 第8回                                                       | 2月24日  | 残り火             | 倉本聰   | 勅使河原平八 |
| 第9回                                                       | 3月 3日  | 幕臣               | 倉本聰   | 伊予田静弘   |
| 第10回                                                      | 3月10日  | 海鳴り             | 倉本聰   | 山中朝雄     |
| 第11回                                                      | 3月17日  | 黒船渡来           | 倉本聰   | 中山三雄     |
| 第12回                                                      | 3月24日  | 風浪               | 倉本聰   | 中山三雄     |
| 第13回                                                      | 3月31日  | 巣立ち             | 倉本聰   | 勅使河原平八 |
| 第14回                                                      | 4月 7日  | 長崎海軍伝習所     | 倉本聰   | 伊予田静弘   |
| 第15回                                                      | 4月14日  | 対岸               | 倉本聰   | 山中朝雄     |
| 第16回                                                      | 4月21日  | 巨木果つ           | 倉本聰   | 中山三雄     |
| 第17回                                                      | 4月28日  | 黒い波濤           | 倉本聰   | 勅使河原平八 |
| 第18回                                                      | 5月 5日  | 薩摩路             | 倉本聰   | 伊予田静弘   |
| 第19回                                                      | 5月12日  | 大獄               | 倉本聰   | 山中朝雄     |
| 第20回                                                      | 5月19日  | 出航               | 倉本聰   | 中山三雄     |
| 第21回                                                      | 5月26日  | 咸臨丸渡航         | 倉本聰   | 山中朝雄     |
| 第22回                                                      | 6月 2日  | 天誅               | 倉本聰   | 中山三雄     |
| 第23回                                                      | 6月 9日  | 冬牡丹             | 倉本聰   | 中山三雄     |
| 第24回                                                      | 6月16日  | 幽霊               | 倉本聰   | 勅使河原平八 |
| 第25回                                                      | 6月23日  | 寒月               | 倉本聰   | 伊予田静弘   |
| 第26回                                                      | 6月30日  | 攘夷               | 倉本聰   | 山中朝雄     |
| 第27回                                                      | 7月 7日  | 捨て犬             | 倉本聰   | 三井章       |
| 第28回                                                      | 7月14日  | 奔流               | 倉本聰   | 中山三雄     |
| 第29回                                                      | 7月21日  | 海軍伝習生春山弁蔵 | 倉本聰   | 中山三雄     |
| 第30回                                                      | 7月28日  | 以蔵無惨           | 倉本聰   | 勅使河原平八 |
| 第31回                                                      | 8月 4日  | 別れ               | 倉本聰   | 伊予田静弘   |
| 第32回                                                      | 8月11日  | 池田屋             | 倉本聰   | 山中朝雄     |
| 第33回                                                      | 8月18日  | 三条木屋町         | 倉本聰   | 中山三雄     |
| 第34回                                                      | 8月25日  | 禁門の変           | 倉本聰   | 加藤郁雄     |
| 第35回                                                      | 9月 1日  | 孤独               | 倉本聰   | 伊予田静弘   |
| 第36回                                                      | 9月 8日  | 焦燥               | 倉本聰   | 山中朝雄     |
| 第37回                                                      | 9月15日  | こぼれ花           | 倉本聰   | 中山三雄     |
| 第38回                                                      | 9月22日  | 竜馬遭難           | 中沢昭二 | 中山三雄     |
| 第39回                                                      | 9月29日  | 慟哭               | 中沢昭二 | 三井章       |
| 第40回                                                      | 10月 6日 | 特使               | 中沢昭二 | 勅使河原平八 |
| 第41回                                                      | 10月13日 | 足音               | 倉本聰   | 山中朝雄     |
| 第42回                                                      | 10月20日 | ええじゃないか     | 倉本聰   | 加藤郁雄     |
| 第43回                                                      | 10月27日 | 大政奉還           | 倉本聰   | 高松良征     |
| 第44回                                                      | 11月 3日 | 竜馬死す           | 中沢昭二 | 伊予田静弘   |
| 第45回                                                      | 11月10日 | 三田薩摩屋敷       | 中沢昭二 | 勅使河原平八 |
| 第46回                                                      | 11月17日 | 重荷               | 中沢昭二 | 山中朝雄     |
| 第47回                                                      | 11月24日 | 暴発               | 倉本聰   | 中山三雄     |
| 第48回                                                      | 12月 1日 | 壮士西へ           | 中沢昭二 | 東海林通     |
| 第49回                                                      | 12月 8日 | 赤心               | 中沢昭二 | 三井章       |
| 第50回                                                      | 12月15日 | 江戸焦土作戦       | 中沢昭二 | 山中朝雄     |
| 第51回                                                      | 12月22日 | 前夜               | 中沢昭二 | 中山三雄     |
| 最終回                                                      | 12月29日 | 無血開城           | 中沢昭二 | 中山三雄     |
| 平均視聴率 24.2% （視聴率は関東地区・ビデオリサーチ社調べ） |          |                    |          |              |

※ 最終回は再放送されず。

### 総集編
- 前編：1974年12月30日　19時20分から20時59分
- 後編：1974年12月31日　19時20分から20時50分

## 映像の現存状況
第38回、第39回、総集編の保存が判明しているが、権利元より放送許諾を得られなかったために時代劇専門チャンネルで放映された大河ドラマアーカイブスでは未放映となった。各都道府県のNHKアーカイブスおよびNHKオンデマンドで総集編前後編として視聴可能。1978年6月に東京12チャンネルで再放送された後、2016年4月に時代劇専門チャンネル「大河ドラマ総集編劇場」でBS・CS初の放送がされ、同年12月22日にNHKスクエアより総集編DVD全2枚が発売された。NHKでは番組関係者、一般視聴者にマスターテープが失われた映像の提供を呼びかけている。
その後の発掘
- 2016年5月20日　藤岡弘、から4回分（第32回「池田屋」(1974年8月11日)、第35回「孤独」(9月1日)、第37回「こぼれ花」(9月15日)、第44回「龍馬死す」(11月3日)／UマチックからダビングされたVHS）[31]。
- 2017年4月7日　埼玉県吉見町役場の教育委員会から2回分（第6回「貧困」(1974年2月10日)、第7回「虫けら」(2月17日)/1/2オープンリールカラー）[32]。この2回分は、渡が出演している回で唯一現存する映像である。